# Al-Aʿmasch
Sulaimān ibn Mihrān al-Aʿmasch al-Asadī (arabisch سليمان بن مهران الأعمش الأسدي, DMG Sulaimān ibn Mihrān al-Aʿmaš al-Asadī; gest. 764/5) war ein Koran-Leser und Traditionarier aus Kufa, der für seine Sympathie mit der Schia bekannt war. 
Angeblich soll al-Aʿmasch am Tage von Husains Tod in der Schlacht von Kerbala (680) geboren sein. Sein Vater war ein Perser, die Nisba al-Asadī verweist auf den arabischen Stamm Asad ibn Chuzaima, dessen Klient er war. Seine Koranlesung, die der Tradition von ʿAbdallāh ibn Masʿūd und Ubaiy ibn Kaʿb folgte, wurde in die Liste der 14 Lesarten des Korans eingeschlossen, galt aber als „abweichend“ (šāḏḏ). Als Überlieferer tradierte er Hadithe mit deutlicher Tendenz gegen Muʿāwiya I. und seine Anhänger sowie zugunsten von ʿAlī ibn Abī Tālib. Darüber hinaus setzte er Hadithe in Umlauf, die die Lehre von der Prädestination stützten. Mit seiner Überlieferungspraxis stieß al-Aʿmasch auf viel Kritik. Einige bezeichneten ihn als Mudallis.